# Wołczyn (gmina w województwie poleskim)
Wołczyn – dawna gmina wiejska istniejąca do 1939 roku w woj. poleskim. Siedzibą gminy było miasteczko Wołczyn (190 mieszk. w 1921 roku).
W okresie międzywojennym gmina Wołczyn należała do powiatu brzeskiego w woj. poleskim. Po wojnie obszar gminy Wołczyn (oprócz niewielkiego skrawka z miejscowością Koterka, który pozostał w Polsce) został włączony do Białoruskiej SRR.